# Ádámfölde
Ádámfölde (szlovákul: Mošurov) község Szlovákiában, az Eperjesi kerület Eperjesi járásában.

## Fekvése
Eperjestől 14 km-re északra fekszik.

## Története
1259-ben IV. Béla király adománylevelében említik először, a ternyei uradalomhoz tartozott. Az évszázadok során „Adamfewde”, „Adamfelde”, „Ádamfolde alias Mosorew” névalakokban szerepel.
A 18. század végén Vályi András így ír róla: „ÁDÁMVÖLGYE. Mosorov. Tót falu Sáros Vármegyében, lakosai katolikusok, fekszik Ternyéhez, mellynek filiája közel, Szeben Városátol egy mértföldnyire, Bártfa felé vezető Ország útban hegyek között, ámbár a’ helységnek erdeje tilalmas, mind az által másunnan az Uraság rendeléséböl tűzi fája elegendő, és határjai is, ha szorgalmatosan miveltetik, gazdagon fizet, legelője a’ mennyi szükséges, piatzozása sem meszsze, melly tulajdonságai szerént első Osztálybéli.”
Fényes Elek 1851-ben kiadott geográfiai szótárában így ír a faluról: „Ádámfölde, Mossurow, tót falu, Sáros vgyében, Ternyéhez 1/4 órányira, a barátfai országutban: 167 kath. lak. Termékeny határ. F. u. Bornemisza.”
A 19. században a Bornemissza család birtoka volt. 1920 előtt Sáros vármegye Kisszebeni járásához tartozott.

## Népessége
| Év:            | 1994. | 2004.    | 2014.    | 2024.   |
| -------------- | ----- | -------- | -------- | ------- |
| Emberek száma: | 135   | 159      | 182      | 197     |
| Eltérés:       |       | +17,77 % | +14,46 % | +8,24 % |

| Év:            | 2023. | 2024.   |
| -------------- | ----- | ------- |
| Emberek száma: | 192   | 197     |
| Eltérés:       |       | +2,60 % |

1910-ben 147, túlnyomórészt szlovák anyanyelvű lakosa volt.
2001-ben 157 lakosából 152 szlovák volt.
2011-ben 186 lakosából 182 szlovák volt.

## Híres személyek
- Itt született Mathiász János (1838. február 22. – Kecskemét, 1921. december 3.) világhírű szőlész-borász
- Itt született Bornemisza Gábor (1767. március 25.–Pest, 1840. március 25.) Sáros vármegye alispánja, követe, szeptemvir, földbirtokos.
- Az orkutai vérvád idevalósi zsidókat érintett.

## Nevezetességei

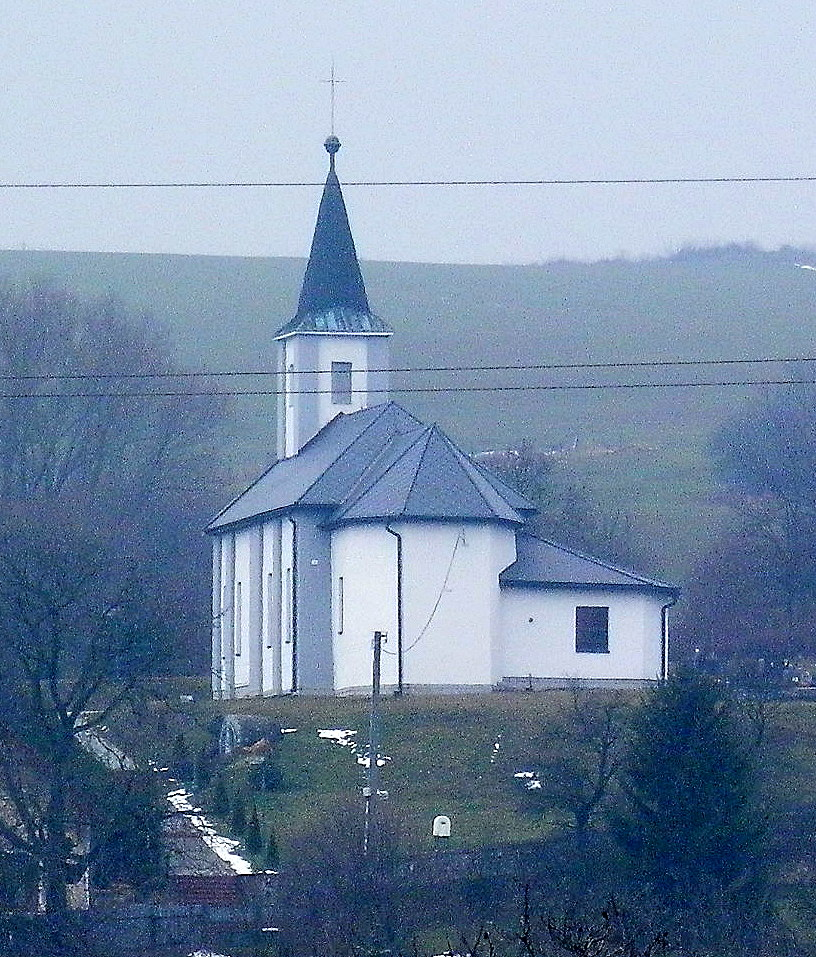
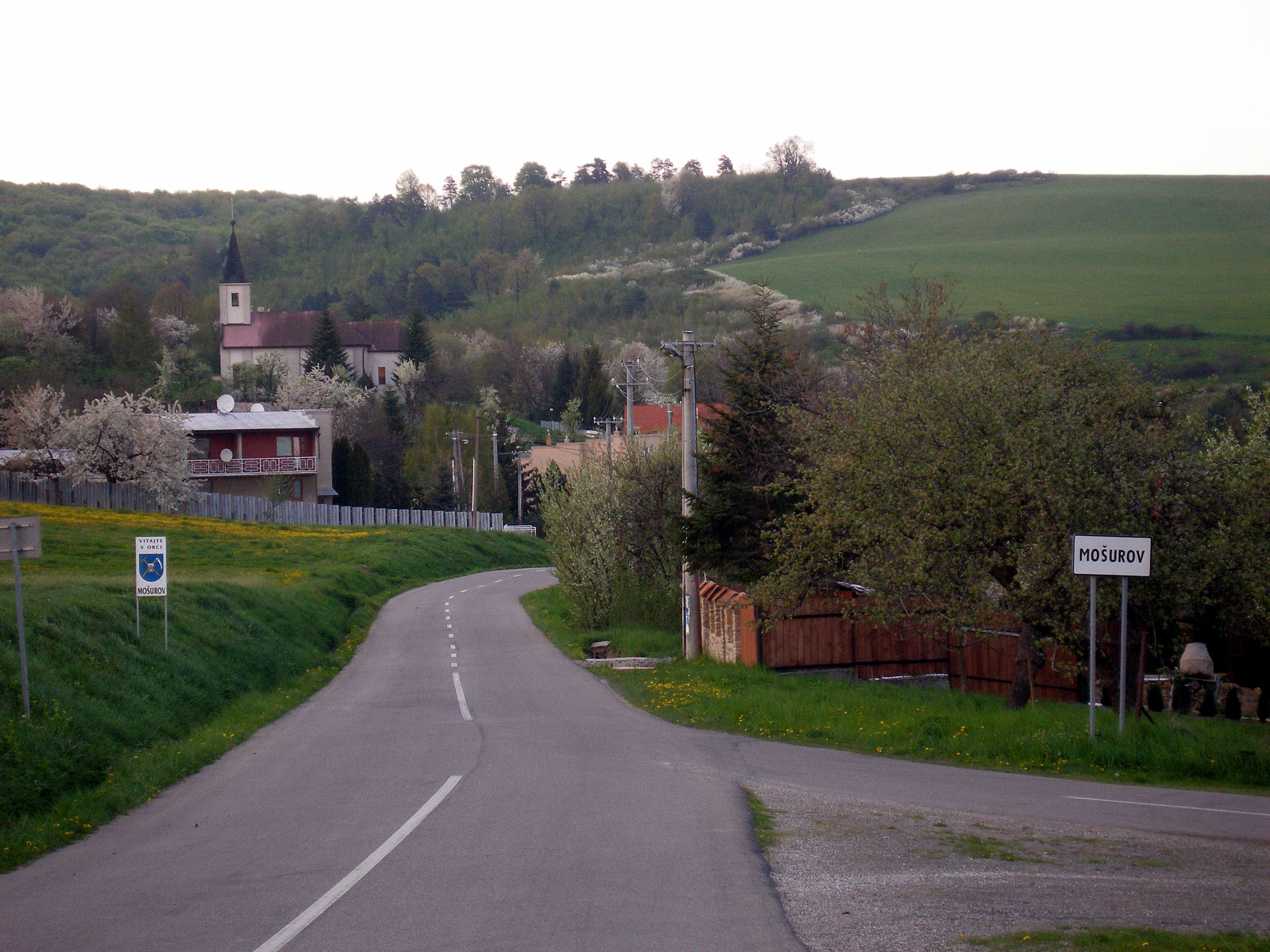
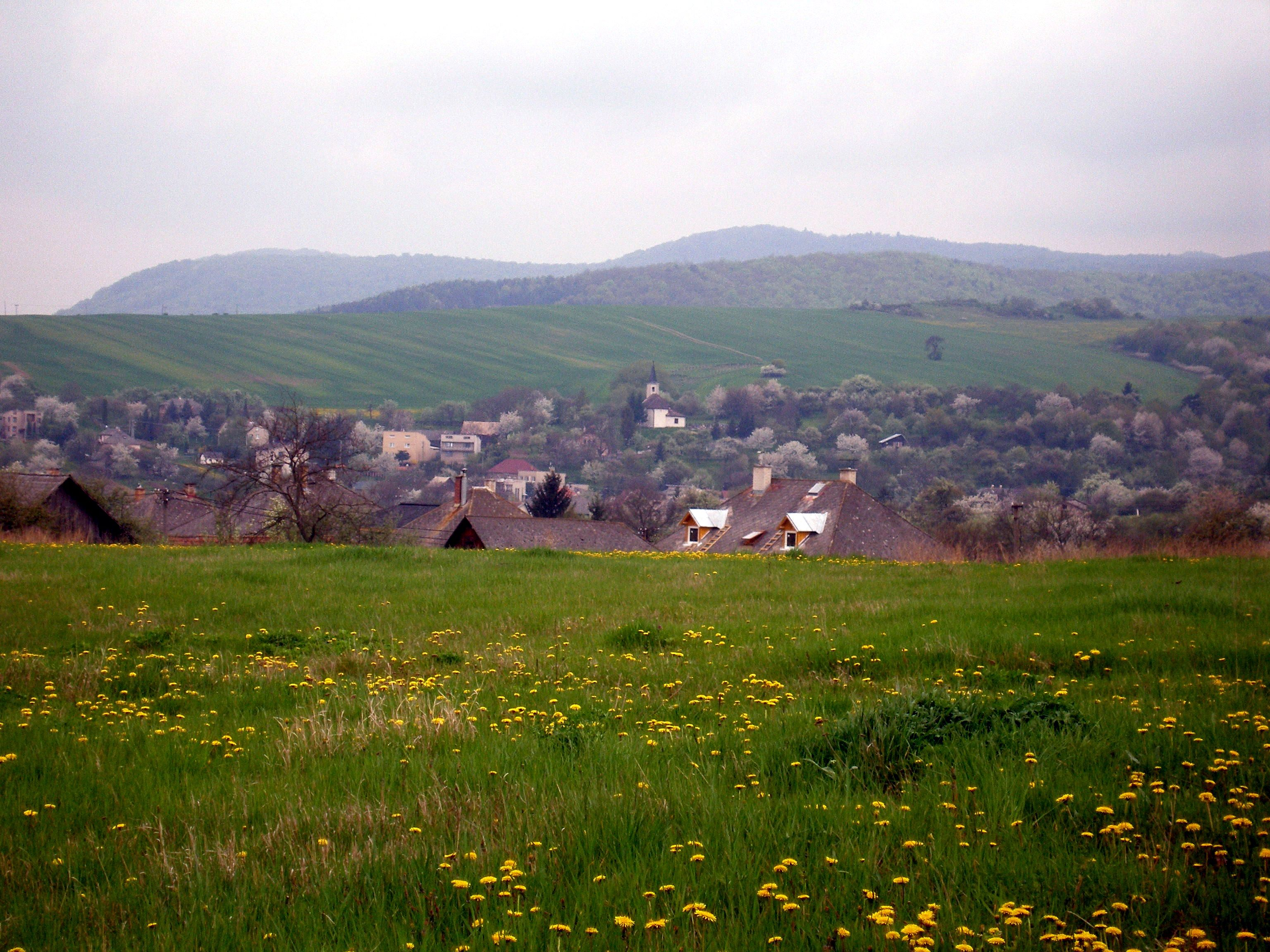

- Szent Joachim és Szent Anna tiszteletére szentelt római katolikus temploma 1725-ben épült barokk stílusban. A 19. században klasszicista stílusban megújították. Főoltára 1720 és 1730 között készült, az oltárkép Szűz Mária látogatását ábrázolja Szent Annánál.
- A községben a 17. század második felében épített reneszánsz kastély is áll.